# 丁酸甲酯
丁酸甲酯是無色透明易揮發、有蘋果香味的液體。由丁酸和甲醇經由硫酸催化反應而得。帶有宜人的香味和味道，也因此被用作食品和香水添加劑。溶於乙醇、乙醚等有機溶劑。